# Кабидос
Кабидо́с (фр. Cabidos) — коммуна во Франции, находится в регионе Аквитания. Департамент — Атлантические Пиренеи. Входит в состав кантона Арти-э-Пеи-де-Субестр. Округ коммуны — По.
Код INSEE коммуны — 64158.

## География

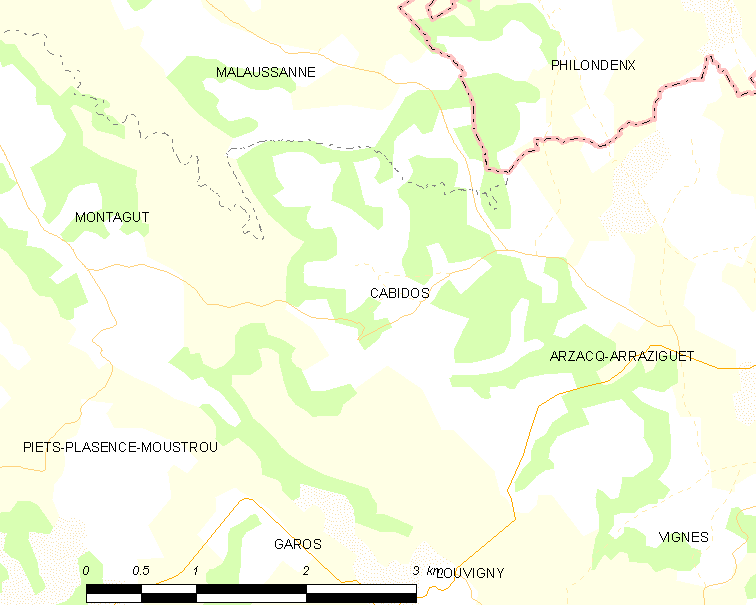
Карта коммуны

Коммуна расположена приблизительно в 630 км к югу от Парижа, в 145 км южнее Бордо, в 28 км к северу от По.
По территории коммуны протекает река Люи.

### Климат
Климат тёплый океанический. Зима мягкая, средняя температура января — от +5°С до +13°С, температуры ниже −10 °C бывают редко. Снег выпадает около 15 дней в году с ноября по апрель. Максимальная температура летом порядка 20-30 °C, выше 35 °C бывает очень редко. Количество осадков высокое, порядка 1100 мм в год. Характерна безветренная погода, сильные ветры очень редки.

## Население
Население коммуны на 2010 год составляло 189 человек.
| 1962 | 1968 | 1975 | 1982 | 1990 | 1999 | 2010 |
| ---- | ---- | ---- | ---- | ---- | ---- | ---- |
| 201  | 172  | 134  | 139  | 129  | 133  | 189  |

## Администрация
| Период | Период | Фамилия            | Партия       | Примечания |
| ------ | ------ | ------------------ | ------------ | ---------- |
| 1953   | 1983   | Фернан Дюпуи       | беспартийный |            |
| 1983   | 2008   | Арно Саль          | беспартийный |            |
| 2008   | 2014   | Жан-Мари Казнав    | беспартийный |            |
| 2014   | 2020   | Эмманюэль Феррейра | беспартийный |            |

## Экономика
В 2010 году среди 108 человек трудоспособного возраста (15-64 лет) 83 были экономически активными, 25 — неактивными (показатель активности — 76,9 %, в 1999 году было 65,1 %). Из 83 активных жителей работали 83 человека (46 мужчин и 37 женщин), безработных не было. Среди 25 неактивных 5 человек были учениками или студентами, 14 — пенсионерами, 6 были неактивными по другим причинам.

## Достопримечательности
- Замок Кабидос, или Трюбессе (XVI век). Исторический памятник с 1997 года[4]
- Церковь Успения Пресвятой Богородицы (XII век)[5]